# 劉瑜 (洪武進士)
劉瑜（14世紀—15世紀），字美中，江西南昌府南昌縣黃臺人，明朝政治人物。

## 生平
劉瑜是洪武二十六年（1393年）癸酉科應天鄉試舉人，二十七年（1394年）甲戌科進士。永樂年間任懷慶府知府，革新庶務使當地大治。

## 引用
1. 1 2  民國《南昌縣志·卷三十一·人物志二》：劉瑜，字美中，黃臺人，洪武二十七年進士，永樂初知懷慶府，作新庶務，郡大治。
2. ↑  四庫全書《江西通志·卷五十二·選舉四》：明……洪武二十六年癸酉鄉試……劉瑜 南昌人，應天中式
3. ↑  民國《南昌縣志·卷二十二·選舉志三》：明……洪武二十六年癸酉鄉試……劉瑜 甲戌進士